# Bautista Lena
Bautista Lena (Buenos Aires, 22 de septiembre de 1996) es un actor argentino que ha participado en cine, teatro y televisión. Hijo de los actores Pablo Lena y Reina Reech, así como también hermano de la actriz y presentadora de televisión Juana Repetto.

## Filmografía

### Películas
| Año  | Título       | Personaje    |
| ---- | ------------ | ------------ |
| 2018 | Solo el amor | Brian "Gato" |

### Televisión
| Año       | Título                      | Personaje            |
| --------- | --------------------------- | -------------------- |
| 2013-2014 | Señales                     | Ángel                |
| 2019      | Go! Vive a tu manera        | Martín Beltrán       |
| 2021      | Perla negra 2.0             | Tomás Álvarez Toledo |
| 2021      | El gran premio de la cocina | Él mismo. Ganador.   |